# Cetina (DBM-81)
Pour les articles homonymes, voir Cetina (homonymie).
Le Cetina (DBM-82) est un navire de guerre de la flotte de la marine militaire croate. Selon la classification, il s'agit d'une embarcation de débarquement et un mouilleur de mines de la classe Cetina. Il s'agit en fait de la classe Silba de l'ancienne Armée populaire yougoslave (JRM). Le navire a été construit au chantier naval Brodosplit-Brodogradilište specijalnih objekata à Split et lancé en 1992. Il a rejoint la flotte militaire croate l'année suivante.

## Historique
Le navire est un Ro-Ro par sa conception, il a une rampe d'entrée-sortie à l'avant et à l'arrière. Le navire est destiné au transport d'armes et d'équipements ou de soldats. Il peut également effectuer des tâches de pose de mines. Le navire peut transporter 300 soldats.

### Armement
Le DBM-81 est armé de deux canons jumelés AK-230 de 30 mm dotés d'un Système d'arme rapproché (CIWS), un quadruple canon M-75 de 20 mm. Il est aussi doté de quatre lanceurs de missile surface-air portatif de coutre portée de conception soviétique 9K32 Strela-2. Il peut aussi transporter jusqu'à 100 mines marines MNS-M90 (mine d'ancrage sans contact).

## Galerie

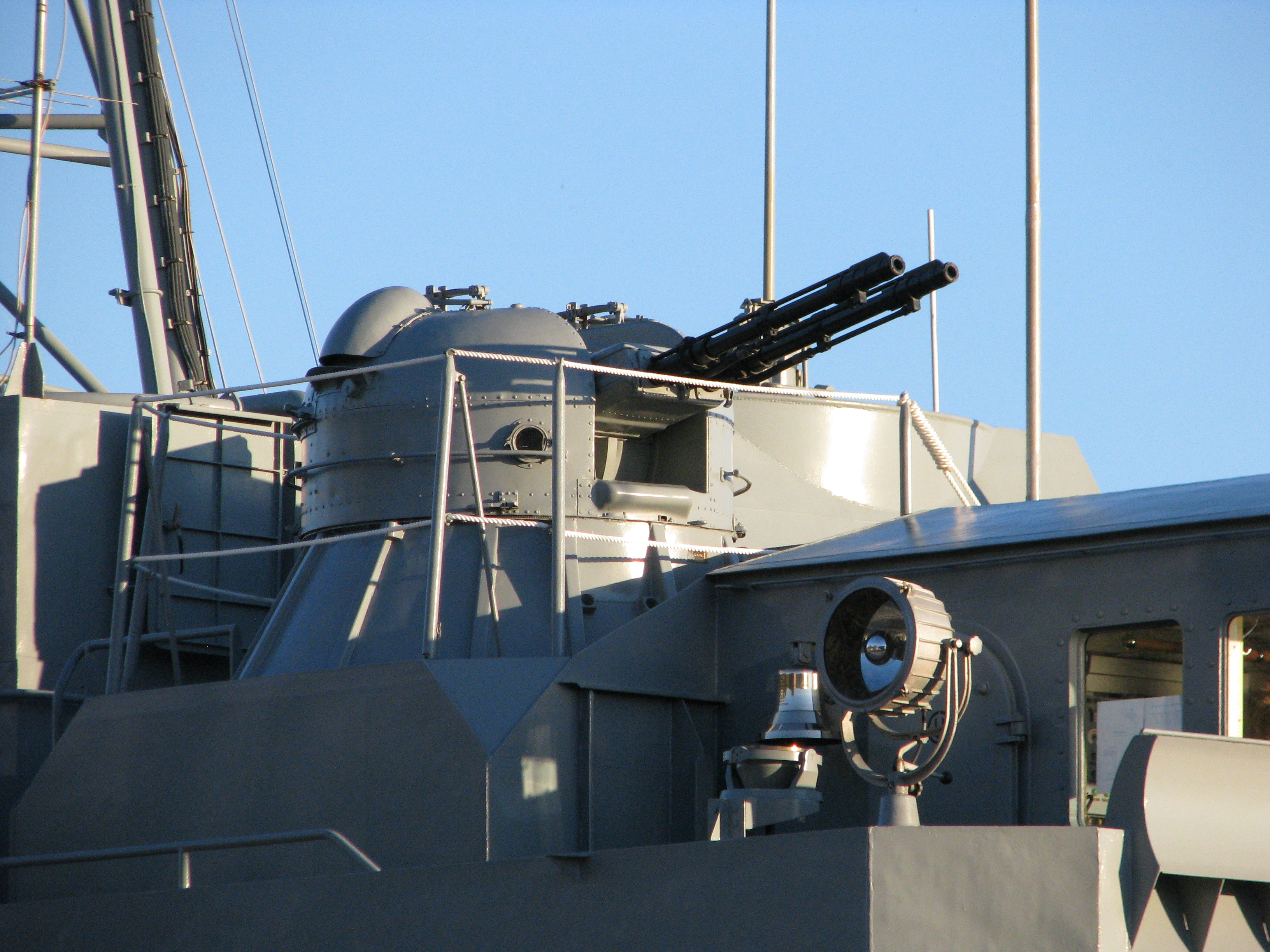
Canon jumelé AK-230 de 30 mm
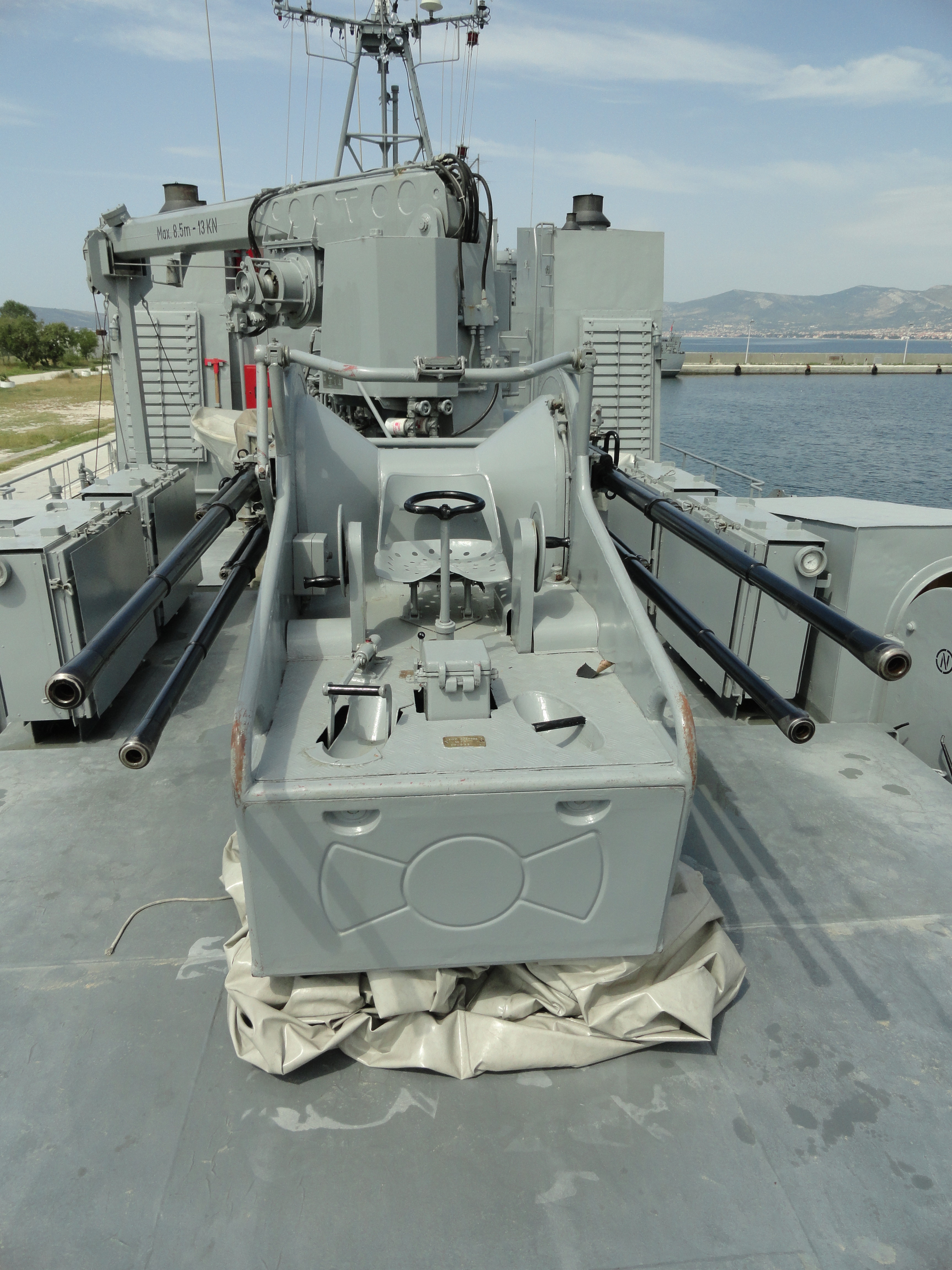
Canon quadruple M-75 de 20 mm
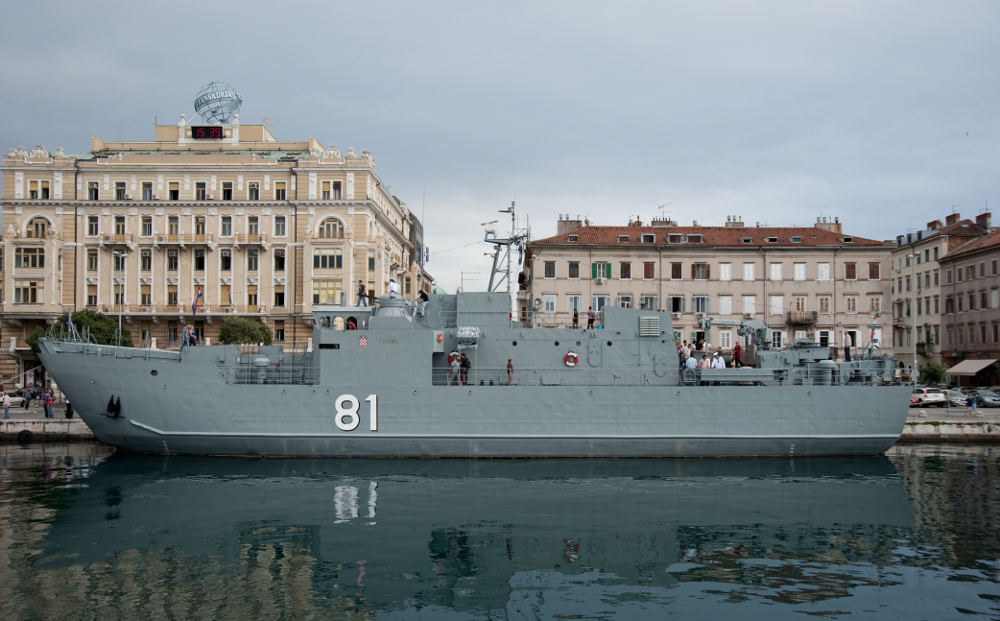
Cetina à Rijeka
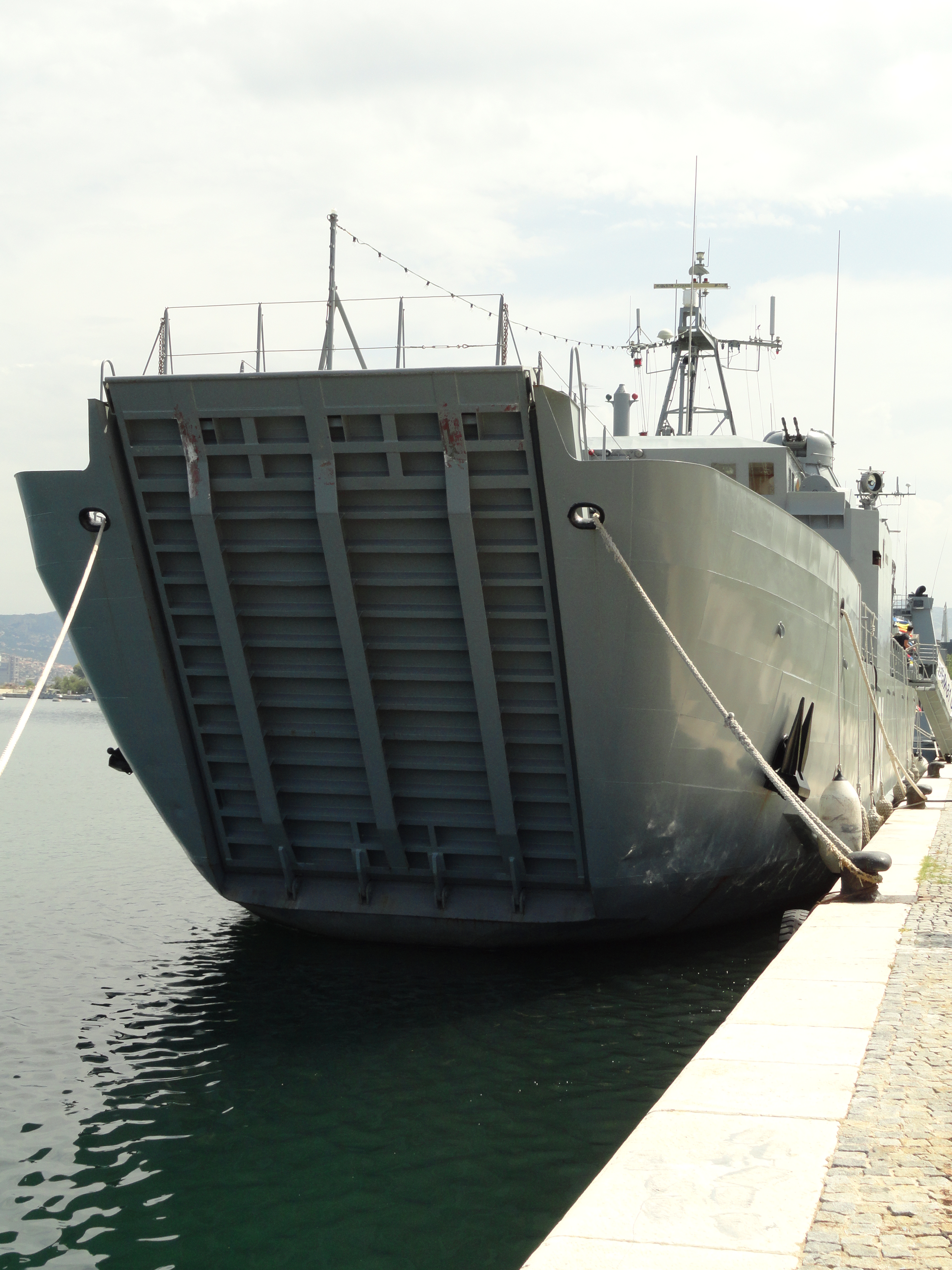
Rampe de débarquement